# Carcinops papagoana
Carcinops papagoana är en skalbaggsart som beskrevs av Thomas Casey 1893. Carcinops papagoana ingår i släktet Carcinops och familjen stumpbaggar. Inga underarter finns listade i Catalogue of Life.